# Сельское поселение «Село Бояновичи»
Сельское поселение «Село Бояновичи» — муниципальное образование в Хвастовичском районе Калужской области.
Административный центр — деревня Бояновичи.

## История
Статус и границы сельского поселения установлены Законом Калужской области от 28 декабря 2004 года № 7-ОЗ «Об установлении границ муниципальных образований, расположенных на территории административно-территориальных единиц „Бабынинский район“, „Боровский район“, „Дзержинский район“, „Жиздринский район“, „Жуковский район“, „Износковский район“, „Козельский район“, „Малоярославецкий район“, „Мосальский район“, „Ферзиковский район“, „Хвастовичский район“, „Город Калуга“, „Город Обнинск“, и наделении их статусом городского поселения, сельского поселения, городского округа, муниципального района».

## Население
| 2010 | 2012 | 2013 | 2014 | 2015 | 2016 | 2017 |
| ---- | ---- | ---- | ---- | ---- | ---- | ---- |
| 751  | ↘735 | ↘729 | ↘710 | ↘696 | ↘686 | ↘684 |
| 2018 | 2019 | 2020 | 2021 |      |      |      |
| ↘678 | ↗683 | ↗688 | ↘645 |      |      |      |

## Состав сельского поселения
| № | Населённый пункт | Тип населённого пункта       | Население |
| - | ---------------- | ---------------------------- | --------- |
| 1 | Бояновичи        | село, административный центр | ↘696      |
| 2 | Дуброво          | посёлок                      | ↘24       |
| 3 | Желтянка         | село                         | ↘13       |
| 4 | Фроловка         | посёлок                      | ↘18       |